# Cobeja
Cobeja là một đô thị trong tỉnh Toledo, Castile-La Mancha, Tây Ban Nha. Theo điều tra dân số 2008 (INE), đô thị này có dân số là 2280 người.